# Houtvliegen
Houtvliegen (Xylophagidae) zijn een vliegenfamilie van tweevleugeligen (Diptera). De wetenschappelijke naam van het geslacht is voor het eerst geldig gepubliceerd in 1810 door Fallén.

## Taxonomie
De volgende onderfamilies, geslachten en soorten zijn bij de familie ingedeeld (niet compleet):
- Geslacht Heterostomus Bigot (1 soort)
  - Heterostomus curvipalpis Bigot, 1857
- Onderfamilie Coenomyiinae Westwood, 1840 (37 soorten)
  - Geslacht Arthropeas (6 soorten)
    - Arthropeas americana Loew, 1861
    - Arthropeas fenestralis Malloch, 1932
    - Arthropeas magna Johnson, 1913
    - Arthropeas sachalinensis Matsumura, 1916
    - Arthropeas semifusca Malloch, 1932
    - Arthropeas sibirica Loew, 1850

  - Geslacht Coenomyia (4 soorten)
  - Geslacht Dialysis (17 soorten)
  - Geslacht Exeretonevra (4 soorten)
  - Geslacht Ganeopteromyia Mostovski, 1999[1] (1 soort)  †
    - Ganeopteromyia calypso Mostovski, 1999<[1]  †

  - Geslacht Odontosabula Loew, 1862 (5 soorten)
- Onderfamilie Rachicerinae (73 soorten)
  - Geslacht Chrysothemis Loew, 1850 (1 soort)  †
  - Chrysothemis speciosa Loew, 1850  †
  - Geslacht Lophyrophorus Meunier, 1902 (1 soort)  †
    - Lophyrophorus flabellatus Meunier, 1902  †

  - Geslacht Rachicerus (70 soorten)
  - Geslacht Trecela Carpenter, 1985 (1 soort)  †
    - Trecela formosa Loew, 1850  †
- Onderfamilie Xylophaginae (27 soorten)
  - Geslacht Xylophagus Meigen, 1803 (27 soorten)
    - Xylophagus admirandus Krivosheina & Mamaev, 1972
    - Xylophagus albopilosus Miyatake, 1965
    - Xylophagus ater Meigen, 1804
    - Xylophagus bungei (Pleske, 1925)
    - Xylophagus caucasicus Krivosheina & Mamaev, 1982
    - Xylophagus cinctus (De Geer, 1776)
    - Xylophagus compeditus Meigen, 1820
    - Xylophagus decorus Williston, 1885
    - Xylophagus durango Woodley, 1994
    - Xylophagus fulgidus Webb, 1979
    - Xylophagus gracilis Williston, 1885
    - Xylophagus inermis Krivosheina & Krivosheina, 2000
    - Xylophagus junki (Szilády, 1932)
    - Xylophagus kowarzi (Pleske, 1925)
    - Xylophagus lugens Loew, 1863
    - Xylophagus lukjanovitshi Krivosheina & Mamaev, 1972
    - Xylophagus matsumurai Miyatake, 1965
    - Xylophagus mengeanus Loew, 1850  †
    - Xylophagus mongolicus Kovalev, 1982
    - Xylophagus nitidus Adams, 1904
    - Xylophagus nudatus Nagatomi & Saigusa, 1969
    - Xylophagus reflectens Walker, 1848
    - Xylophagus rufipes Loew, 1869
    - Xylophagus sachalinensis (Pleske, 1925)
    - Xylophagus sibiricus Krivosheina & Krivosheina, 2000
    - Xylophagus signifer Krivosheina & Mamaev, 1972
    - Xylophagus splendidus Majer, 1985
    - Xylophagus triangularis Say, 1823
    - Xylophagus vetustus Walker, 1854

## Voorkomen in Nederland
In Nederland worden Xylophagus ater en Xylophagus cinctus waargenomen. 